# Dos Oruguitas
«Dos Oruguitas» —en inglés: «Two Oruguitas»— es una canción de la película animada Encanto de Walt Disney Animation Studios, escrita por Lin-Manuel Miranda. La canción es interpretada en ambas versiones por el cantante colombiano Sebastián Yatra, y reproducida en español en todos los doblajes de la cinta. Su versión en inglés se puede escuchar en los créditos finales.

## Contexto
«Dos Oruguitas» es utilizada en su versión en español en el clímax de la cinta, junto a la historia de la Abuela Alma y cómo sobrevive a la pérdida de su esposo, Pedro. Durante los créditos suena una versión diferente dependiendo del lenguaje de proyección; para Colombia y el resto de los países de habla española la versión de Sebastián Yatra y para Estados Unidos la versión en inglés, también por Yatra.

## Historia

### Producción
«Dos Oruguitas» fue la primera canción escrita por Miranda en español, de principio a fin. El fundamento base de la canción es la necesidad de dejar ir y de reponerse ante la pérdida de un ser querido. 
La canción «Dos Oruguitas» también toca el tema del desplazamiento forzado, un flagelo que ha afectado al país de Colombia por años, de una manera emotiva y respetuosa.

### Impacto
La canción ha sido elogiada por quienes han tenido la oportunidad de escucharla, describiéndola como un deleite para el corazón y el alma, el crítico mexicano Carlos Aguilar la describe como uno de los momentos más fuertes de la película. Para el editor de Screen Rant, Zach Gilbert, es una de las canciones más conmovedoras vistas desde UP «La escena que representa "Dos Oruguitas", la pista que Disney está presionando para Mejor Canción Original, es una de las escenas más conmovedoras que he visto en una película animada desde el estreno de UP. Honestamente, hace a la película, y casi puedo garantizar que no habrá un ojo seco en el cine.» dijo Gilbert. 